# Carl Appel (Maler)
Carl Heinrich Wilhelm Appel (* 10. Januar 1866 in Altona; † 15. Januar 1937 ebenda) war ein deutscher Maler.

## Leben

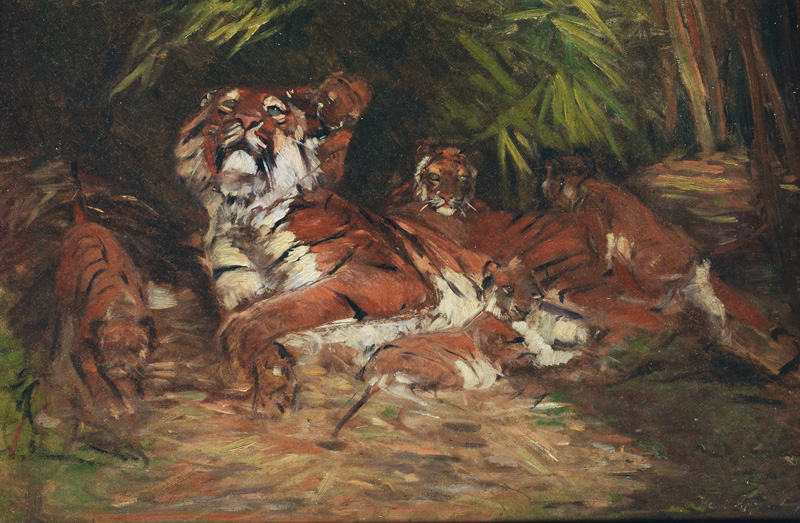
Tigerin mit ihren Jungen, Gemälde von Carl Appel

Carl Appel war ein Sohn des Gastwirts und Schiffskochs Heinrich Friedrich Appel (1836–1912) aus Todendorf. Die Mutter Catharina Maria Dorothea (1844–1904) stammte von dem Papiermacher Johann Joachim Roeper aus Grönwohld ab.
Als Jugendlicher soll er in der Tierhandlung Carl Hagenbecks am Neuen Pferdemarkt in Hamburg gearbeitet haben. Es wird vermutet, dass er dort die Tierpräparation erlernte. 1887 zog er als „Präparator“ nach Düsseldorf und lernte von 1888 bis 1900 an der dortigen Kunstakademie. Zu seinen Lehrern gehörten Peter Janssen, Eugen Dücker und Julius Hugo Bergmann. Von 1891 bis zum 14. April 1913 wohnte er abwechselnd in Düsseldorf und Altona, wo er sich schließlich am Heuberg 12 niederließ.
Appel galt als einsiedlerisch, menschenscheu und mitunter bissig. Vielleicht aus diesem Grund hatte er wirtschaftlich wenig Erfolg. Ein Grund hierfür könnte seine missgebildete Brust sein. Appel war Mitglied des Altonaer Künstlervereins.

## Werke
Appel malte insbesondere freilebende einheimische und ausländische Tiere und Vögel. Die Motive fand er in der freien Natur und in Hagenbecks Tierpark. Er malte im Stile des Realismus, mitunter auch impressionistisch. Er beteiligte sich 1902 und 1904 an Kunstausstellungen in Düsseldorf. Ab 1904 war er bei fast allen Ausstellungen in Altona und 1906 im Glaspalast in München vertreten. Da er Tiere und ihren Charakter sehr genau darzustellen vermochte, genossen seine Gemälde hohes Ansehen bei Zoologen, wobei seine späten Arbeiten als deutlich schwächer galten.
Der Marinemaler Carl Becker stellte einen Kontakt zwischen Appel und Otto Lehmann her, der das Altonaer Museum leitete. Lehmann stellte Appel um 1913 als freien Mitarbeiter an, um für das Museum „biologische Gruppen“ zu schaffen. Es handelte sich dabei um Zusammenstellungen von Tieren, die frei im Raum standen, umgeben von Bestandteilen des jeweiligen Ökotops, die aus Naturalien und Hintergrundgemälden bestanden. Außerdem übernahm Appel den Auftrag, die Saaldecken der Vogelabteilung des Museums mit Bildern fliegender Vögel zu gestalten. Diese Arbeiten, die Appel bis zu seinem Tod ständig begleitete, galten seinerzeit als bahnbrechend und machten ihn und das Museum überregional bekannt. Außerdem erhielt er so ein geringes Einkommen.

## Werkauswahl
- Tigerpaar mit Jungen, 1904: Hamburg, Altonaer Bezirksamt
- Eingang zum Emma-Schacht, um 1905: Dortmund, Westfälisches Industriemuseum
- Elch, vor 1919; Kühe auf der Weide, um 1927; Kleiner Rotfuchs; Rehbock und Rehe im Wald, Vier Tiger: Hamburg, Altonaer Museum